# 스즈키 후미히로
스즈키 후미히로(일본어: 鈴木郁洋, 1975년 5월 23일 ~ )는 전 일본 프로 야구 오릭스 버펄로스의 포수이자, 현 KBO 리그 SSG 랜더스의 배터리코치이다.

## 선수 시절
1998년에 주니치 드래건스에 입단하였다.

## 야구선수 은퇴 후
2013년부터 오릭스 버펄로스의 코치로 활동하다가 2021년부터 kt 위즈의 2군 배터리코치로 활동했다.